# Eli Landsem
Eli Landsem (* 22. März 1962 in Rindal (Provinz Møre og Romsdal, Westnorwegen)) ist eine norwegische Fußballtrainerin und frühere Spielerin. Sie trainierte von 2009 bis 2012 die norwegische Fußballnationalmannschaft der Frauen.

## Spielerinnenkarriere
Eli Landsem spielte früher für die Fußballvereine Orkdal, Idrettsklubben Rindals-Troll und Asker Sportklubb. Mit Asker wurde sie 1990 und 1991 Pokalsiegerin; in beiden Endspielen erzielte sie je ein Tor. Zudem wurde sie 1989 und 1991 mit Asker Landesmeisterin. Für die norwegische Nationalelf bestritt sie 1979 ihr erstes Spiel als 17-Jährige. Insgesamt spielte sie in 15 Länderspielen mit; dabei schoss sie ein Tor.

## Trainerinnenkarriere
Nach dem Ende ihrer Laufbahn als Spielerin wurde sie Trainerin für Asker SK sowie später für die Vereine Lørenskog IF, Rælingen FK (Herrenmannschaft), Idrettsklubben Rindals Troll und den dänischen Klub Fortuna Hjørring. Mit Asker erreichte sie 1998 und 1999 die norwegische Meisterschaft und im Jahr 2000 den Pokalsieg. Nach ihrer Zeit in Dänemark wurde sie von Dezember 2005 an wieder Trainerin bei Asker SK. Im Oktober 2009 wurde sie als Nachfolgerin von Bjarne Berntsen Trainerin der norwegischen Frauen-Nationalelf. Sie ist die erste Frau in diesem Amt. Zu ihrer Berufung sagte sie: „Das ist eine tolle und aufregende Herausforderung. Es ist eine Ehre, diesen wichtigen Job anvertraut zu bekommen. Die norwegische Elf gehört zu den besten der Welt und so lautet das Ziel, bei jedem großen Turnier eine Medaille zu gewinnen.“ Ihr im Dezember 2012 auslaufender Vertrag wurde nicht verlängert und Even Pellerud, einer ihrer Vorgänger, als Nachfolger verpflichtet.